# Potamothrix danubialis
Potamothrix danubialis is een ringworm uit de familie van de Naididae. De wetenschappelijke naam van de soort is voor het eerst geldig gepubliceerd in 1941 door Hrabe.